# 肯休语
肯休语是一种南亚语系亚斯里语支嘉海语支语言。由泰国南部也拉府300余人的小社区使用，据报道西马来西亚霹雳州、吉打也有约300使用者。使用者为尼格利陀人中的马尼人。

## 历史
泰国马尼人和马来西亚塞芒人是最早进入马来半岛的现代人类。尼格利陀人之后，下一波到达的移民是南亚语人群，很可能来自中国西南部。几千年的过程中，尼格利陀人失去了他们原来的语言，逐渐改说邻居的南亚语，至今仍在使用这些语言。

## 地理分布
马尼人分布在泰国南部和马来西亚北部的山区丛林地带。一般认为是是马来西亚半岛的原始居民。
在泰国也被称为Sakai、Khon Paa、Ngok Paa，即“林中人”。
泰国南部的马尼人分布在那拉提瓦府和也拉府交界地区，以及沙敦府、董里府和博他仑府的那空是贪玛叻山地区。
在马来西亚，马尼人分布在北吉打和泰国的边界间。1965年以来一直在吉打华玲县附近的村庄定居。有报告称在南吉打亦有分布。1969年一项调查显示，仅吉打州就有98名马尼人。泰国共有200马尼人，马来西亚有2500余人。马尼人是游牧部落，这个数字无法确定。

## 音系

### 元音
肯休语有28个元音：14个单元音，12个鼻化单元音，双元音和鼻化双元音各一个。有舌位介于半开和半闭之间（即中元音）的前、央、后元音。该语言似乎没有音域的区分。
下表不是标准IPA，而是文献的转写。

|        | 前 | 央 | 后 |
| ------ | -- | -- | -- |
| 闭     | i  | ɯ  | u  |
| 次闭   | ɪ  |    |    |
| 半闭   | e̝  | ɚ  | o̝  |
| 中     | e  | ə  | o  |
| 半开   | ɛ  | ʌ  | ɔ  |
| 开     |    | a  |    |
| 双元音 | ie |    |    |

|        | 前 | 央 | 后 |
| ------ | -- | -- | -- |
| 闭     | ĩ  | ɯ̃  | ũ  |
| 次闭   | ɪ̃  |    |    |
| 半闭   | ẽ̝  |    | õ̝  |
| 中     | ẽ  |    | õ  |
| 半开   | ɛ̃  | ʌ̃  | ɔ̃  |
| 开     |    | ã  |    |
| 双元音 | ĩẽ |    |    |

鼻化与舌高
可以观察到，除/ə/、/ɚ/外，每个单元音都有一个对立鲜明的鼻化变体。鼻化元音的出现频率比普通元音少得多，它们出现也是受限的。
前、央元音有五个舌高对立，后元音有四个。半闭元音/e̝, ɚ, ẽ̝/的舌位只比中元音/e, ə, o/略高。
元音描述
下面列出来的元音不含鼻化元音。鼻化元音以上加的波浪符表示，如/ĩ/为/i/的鼻化。这些元音也与标准定位元音（CV）的描述有所不同。
- /i/：比CV 1稍低稍后。
- /e̝/：比CV 2低，更后。不出现在韵尾为浊双唇塞音或流音时。
- /e/：比/e̝/低，更后。更接近舌的常态位置，所以没有标出变音符号。
- /ɛ/：比CV 3稍高，更后。分布与/e̝/相仿。
- /ɯ/：显著比CV 16更前，但还没到CV 17。高度也比其他高元音低。
- /ɚ/：半闭央展唇元音。为日化元音，可能是受马来语接触影响产生的。比schwa[ə]略高。可以首先地出现在重读音节，但主要出现在非重读音节。
- /ə/：中央展唇元音。舌位似乎在半闭和半开之间。很少出现在重读音节中。
- /ʌ/：比CV 14略高，显著更前。一般出现在非重读CVC音节中。
- /a/：开央展唇元音，出现频率最高的元音，可以和每一个声母或韵尾组合。
- /u/：比CV 8稍低稍前。
- /o̝/：比CV 7稍低，显著更前。
- /o/：中后圆唇元音。
- /ɔ/：比CV 6稍高稍前。
- /ie/：闭前展唇降双元音，只出现在重读音节中，后面一定跟塞音。声门塞音前的同位异音是[ie̝]。

元音对立
元音并非在所有环境中都能出现。央元音/ɯ, ɚ, ʌ/不出现在开音节中，/ɚ, ə, ʌ/后不带末近音/w, j/。元音/i, e̝/看似很少接鼻音韵尾/m, n, ɲ/，但鼻音韵尾很罕见。
只有/i, e̝, ɛ, a, õ̝/后能接/w/。/i, ɪ/后不接/j/。双元音后不接近音，可能是因为近音带有元音的发音性质，双元音+近音会违反音节模式。

### 辅音
|      |      | 唇音 | 齿龈音 | 硬颚音 | 软腭音 | 声门音 |
| ---- | ---- | ---- | ------ | ------ | ------ | ------ |
| 塞音 | 清   | p    | t      | c      | k      | ʔ      |
| 塞音 | 送气 | (pʰ) | (tʰ)   |        | (kʰ)   |        |
| 塞音 | 浊   | b    | d      | ɟ      | g      |        |
| 鼻音 | 鼻音 | m    | n      | ɲ      | ŋ      |        |
| 擦音 | 擦音 | ɸ    | s      | s      | ɣ      | h      |
| 近音 | 近音 | w    | ɻ      | j      |        |        |
| 边音 | 边音 |      | l      | l      |        |        |

辅音同位异音描述与分布
清塞音不送气，五种塞音中有三种送气，应是借用的影响。
- /p/通常实现为不送气双唇塞音[p]，词首位置也有罕见的同位异音[pʰ]，是从马来语借用的结果。
- /t/做声母时一般实现为不送气齿龈塞音，罕见送气同位异音[tʰ]为泰语借词声母。另一个罕见异音[t̪]为清齿塞音，目前为止尚未发现能解释这种异音的语音条件。
- /c/是清硬颚塞音，声母、韵尾均可，频率较低。
- /k/为清不送气软腭塞音[k]。罕见送气异音[kʰ]似在少数词中做声母时与/kʰ/对立，其中大部分为泰语借词。
- /ʔ/在声母和韵尾位置出现得非常频繁。韵尾处的分布限于重读音节。
- /b, d, ɟ, g/声母实现为浊塞音[b, d, ɟ, g]，词素末尾时为预成阻鼻音。浊塞音做韵尾时带相同部位鼻音：/b/>[-bm]、/d/>[-dn]、[ɟ]>[-ɟɲ]、/g/>[-gŋ]。
- /m, n, ɲ, ŋ/鼻音出现较少，硬颚鼻音/ɲ/出现频率最低，分布也最稀疏。所有鼻音都能做韵尾或声母。
- /ɸ/为清双唇擦音，只出现在韵尾。
- /s/清齿龈擦音无论何处都有硬颚异音[ʃ]，与[s]为自由变体。单个使用者似乎倾向于用其中一个，两种发音对所有使用者来说似乎都对。
- /h/是清声门擦音，既可做声母也可做韵尾。
- /l/在韵尾处为硬颚异音[ʎ]。词首/l/实现为普通边近音[l]。
- /w/为浊唇软腭央近音，既可做声母也可做韵尾。也可出现在重读音节复辅音的第二个辅音位置。
- /ɻ/一般实现为浊卷舌央近音，既可做声母也可做韵尾。出现在声母复辅音的第二个辅音位置时，为闪音[ɾ]。也可实现为颤音[r]。

### 超音段组分
重音
肯休语有固定的非音位重音，落在词素末音节上。此外次要音节可能完全无重音，也可能为次重音，取决于是否重复。正常无标情况无重音，较少见的是末音节被复制，产生一个带次重音的初始音节。重音的出现完全可预测，肯休语中重音不是音位。
声调
极少数词对只在音高差异上有对立。这些最小对立中的一员具有正常调（中调），而另一个是高调，音高差异可辨义。
| gūj “语言” | gúj “头”   |
| kēc “卡住” | kéc “切”   |
| kāp “咬”   | káp “聋哑” |

除这些词对外，还有几个词为高调，但尚未发现与它们对立的中调音节。
鼻化
鼻化在肯休语中是个韵律特征。共有13个鼻化元音。

### 词与音节结构
词与音节模式
一般说来，南亚语有三种音节类型：
- 主音节完整，可作为单音节词出现，也可作为双音节词末音节，如CV́C、CCV́C、CV.CV́C、CV́.CVC。
- 次要音节要么以声母复辅音中的插音元音出现，要么以固定的末音节重读形式出现，如CV.CV́C，CV2.CV1C，其中V2=[e、a、u、ɪ]，V1不受限。次要音节仅不出现在末位，肯休语中也有CVC.CV́(C)模式。
- 在声母复辅音中滋生插音schwa，也可有稍稍多样的元音，如[ə、u、i]，形成预音节。Schwa[ə]预音节形式与复辅音形式为自由变体，即CəCVC~CCVC。预音节在双音节词中只作为前尾音节。

肯休语似乎上述三种类型的音节都有，还有多来自马来语的三、四音节词，多音节词中有固定重音。
重复
肯休语中的重复是个相对能产的过程，会影响音节结构，其结果称为重叠式。重叠式通常有CVC.CVC的音節結構，第二个音节声母偶尔会是复辅音，而第一个音节中却没有，如[pʌt.plit]pʌtplit“快速反复眨眼”。
肯休语中基本上有3种能产的重复方式：
1. 相同辅音，改变元音，或称双声式(V−α~Vα)
CβV−αCα.CβVαCα
2. 相同韵母，改变声母，或称叠韵式(C−β~Cβ)
C−βVαCα.CβVαCα
3. 相同韵尾，改变声母和元音，或称同调式(C−βV−α~CβVα)
C−βV−αCα.CβVαVα

所有三种方法都复制基础语素，第一个音节为新造的重叠部分，第二个音节为基式。双声式对可能的组成成分限制最少。重叠式中，鼻化元音和韵尾的/ɸ/相对而言出现得很频繁。

## 形态与句法
肯休语是SVO语言。定语在中心词之后：
- ʔuʔ ŋɔk ʔep bə'lɰʔ jɛʔ
- ʔuʔ ňók ʔep bə'lǭʔ jéʔ
- 他 坐 LOC 腿 我
- “他坐在我大腿上。”

- jo̝h'ʔuʔ hɔs ʔep tobm ʔi'huʔ ʔɔdn
- jǫh'ʔuʔ hós ʔep tobm ʔi'huʔ ʔódn
- 树枝 落 LOC 树    那里
- “树枝落在那棵树上。”

- jɛʔ ma ɟɰp pe̝ ga'de̝ ʔep ɟa'la
- jéʔ ma ȳǭp pę ga'dę ʔep ȳa'la
- 我 FUT 去 LOC 超市 LOC 也拉府
- “我会去也拉府的超市。”

肯休语中的方位格表示位置、方向和距离。封闭的位置和非封闭的位置不同，分别用ka'pɪgn、ʔep表示。空间上的接近用不同的特征来对比位置，例如，在指定从说话人的位置开始的空间范围时，有触摸、视觉、听觉、步行距离数种说法。

### 词汇
单音节词不多。一个词通常由以下几个部分组成：
- 主音节
- 次要音节
- 预音节

肯休语有很多来自马来语的借词。

### 亲属系统
马尼人的亲属系统接近夏威夷型亲属系统。但肯休语亲属体系与典型夏威夷系统间存在下列不同：
- 表亲和兄弟姐妹按相对年龄分，不按性别分。
- 姨妈=母亲，但叔叔≠父亲。
- 第二代中，直系亲属（祖父母）与旁系亲属（祖父母的兄弟姐妹）使用不同的词。
- 第一代通过使用小辈或长辈来区分自己的孩子和自己兄弟姐妹的孩子，指明父母比自己大还是小。

## 正字法

### 书写系统
肯休语字母借自泰文，尽量挪用泰文字母原本的读音，没有的则用现有符号稍加调整。

### 元音
肯休语元音与泰语不同，有额外的高度，有鼻化，没有长短对立。巴利语的点号也被用来区分前、央、后元音的高度。
由于书写肯休语用的辅音是泰语中的中低级辅音，本表示高级辅音的ห被用来表示鼻化。不用变音符号是因为：
- 元音的符号已经够多了。
- 辅音符号保持了一种线形顺序，更好学习。

辅音符号与泰语的基本一致。学泰语的肯休语母语者会把带ห的词读成鼻化的。
声门塞音作韵尾的音节，短元音符号被用于确定元音位置及声门辅音。只对以此种音节使用短元音符号，是基于读者对次要音节和预音节中使用短元音符号的反应。起初，次要音节和预音节用短元音写，普通音节则用长元音写，这可以反映重音时间，即普通音节总是有主要的重音，促使人们误认为元音被拉长了。但正因此，读泰语短元音符号时，会将最后的喉塞与元音音质不可分割地联系起来。因此，正字法后来改成了，长元音用于所有音节，短元音只用于喉塞音节。

### 辅音
与泰语不同的肯休语辅音，则使用（过去）具有相同发音部位和发音方式的字。
与泰语辅音不同的肯休语辅音有：
- 浊塞音/ɟ/、/g/
- 鼻音/ɲ/
- 擦音/ɸ/、/ɣ/
- 预成阻鼻音/bm/、/dn/、/ɟɲ/、/gŋ/

例如，<ย>用于表示/ɟ/，<ฆ>用于表示/g/，它们历史上都曾是浊塞音；/ɲ/则用发音相近的<ญ>表示。
<ฟ>因其调音部位、方法相近表示/ɸ/，/ɣ/在马来语借词中对应马来语本来的/ɻ/，因而<ร>用于表示/ɣ/。
预成阻鼻音/bm/、/dn/、/ɟɲ/、/gŋ/与/m/、/n/、/ɲ/、/ŋ/在韵尾位置对立。一开始用的是表示不送气塞音的字母，但读者看不懂。最后改为在塞音字母上方写上garand以表示/bm/、/dn/、/ɟɲ/、/gŋ/。

### 复辅音
肯休语中，复辅音的转写方式与泰语的相同。肯休语有大量Cw型复辅音，如/pw/、/bw/、/tw/、/gw/、/hw/、/mw/、/lw/。

### 声调
肯休语不是声调语言，仅有高低重音对立。中声无标，高声用一个maitree标记。

## 与其他语言的关系
肯休语与泰国南部大多数土著语言密切相关。彻翁语和肯休语的关系似是最密切的，尽管它分布在300多公里开外。

## 濒危
肯休语的濒危有以下几个因素：
- 为少数民族语言，其后代不好意思说话。
- 近来，由于需要与其他人有更多的接触，他们被迫学说周围群体的语言，如泰国语、普通话或当地的马来语。
- 没有广泛通用的正字法。
- 政府政策限制了他们的定居区域，迫使他们适应多数群体的文化和语言。
- 现代化，特别是泰语、普通话和马来语的广播、电视影响了这些少数民族的生活方式。

## 阅读更多
- Bishop, Nancy.  (PDF). Mon–Khmer Studies. 1996b, 26: 245–253  [2022-02-13]. （原始内容存档 (PDF)于2011-07-19） （英语）.
- Miyake, Marc. . amritas.com. 2014  [2022-02-13]. （原始内容存档于2022-02-13） （英语）.
- Wnuk, Ewelina.  (Doctor's论文). Radboud Universiteit Nijmegen. 2016  [2022-02-13]. （原始内容存档于2022-02-13） –pure.mpg.de （英语）.